# Kameanske, Melitopol
Kameanske (în ucraineană Кам`янське, în germană Blumstein) este un sat în comuna Svitlodolînske din raionul Melitopol, regiunea Zaporijjea, Ucraina. Satul a fost locuit de germanii pontici.   

## Demografie
Componența lingvistică a localității Kameanske
     Rusă (59,25%)
     Ucraineană (39,73%)
     Alte limbi (1,02%)
Conform recensământului din 2001, majoritatea populației localității Kameanske era vorbitoare de rusă (59,25%), existând în minoritate și vorbitori de ucraineană (39,73%).